# Alan Wilson
Alan Christie Wilson, detto Blind Owl (Boston, 4 luglio 1943 – Topanga, 3 settembre 1970), è stato un chitarrista, cantante e armonicista statunitense, famoso per essere stato il leader e principale compositore della band Canned Heat.

## Biografia
Suonava la chitarra e l'armonica a bocca e scrisse le canzoni più originali e fortunate della band, tra le quali On the Road Again e Going Up the Country, dove inoltre figura come voce principale.
 Morì per overdose di barbiturici secondo quanto riportato nella sua autopsia. Alcuni colleghi sostengono che si sia tolto la vita, ma non ci sono prove a sostegno di questa tesi.
Col suo gruppo prese parte a due dei più importanti festival degli anni sessanta: il Monterey Pop Festival, nel 1967, ed il festival di Woodstock nel 1969. Tra gli altri brani dei Canned Heat da lui cantati come voce solista vanno menzionati Help Me, Shake It And Break It, My Time Ain't Long, London Blues e Time Was.
Il soprannome "Gufo Cieco" era dovuto alla grave miopia, tale da rendergli impossibile riconoscere qualcuno a mezzo metro di distanza.

## Discografia
- Father of the Delta Blues: The Complete 1965 Sessions - con Son House, 1965
- The Great San Bernardino Birthday Party & Other Excursions - con John Fahey, 1966
- Vintage Heat  - Canned Heat, 1966; Janus Records
- Canned Heat - Canned Heat, 1967; Liberty Records
- Fred Neil - con Fred Neil 1967; Capitol Records
- Boogie with Canned Heat - Canned Heat, 1968; Liberty Records
- Living the Blues - Canned Heat, 1968; Liberty Records
- Woodstock - Canned Heat, 1969; Warner Bros. Records
- Woodstock 2  - Canned Heat, 1969; Warner Bros. Records
- Hallelujah - Canned Heat, 1969; Liberty Records
- Slim's Got His Thing Going On - con Sunnyland Slim, 1969; World Pacific Records
- Cookbook: Their Greatest Hits - Canned Heat, 1970
- Live at the Kaleidoscope 1969 - Canned Heat, 1971 (inizialmente pubblicato come Live at Topanga Corral); Wand Records
- Future Blues - Canned Heat, 1970; Liberty Records
- Canned Heat '70 Concert Live in Europe - Canned Heat, 1970
- John The Revelator: The 1970 London Sessions - con Son House, 1970; Vequel Records (ripubblicato nel 1995 dalla Capital Records come Delta Blues and Spirituals)
- Hooker 'N Heat - Canned Heat con John Lee Hooker, 1971; Liberty Records
- The Boogie House Tapes Vol.I, II and III - Canned Heat, Canned Heat Revolution, 2012
- Alan Wilson The Blind Owl 2013 (2 CD Severn Records)